# Dimítris Arvanítis
Dimítris Arvanítis (en grec : Δημήτρης Αρβανίτης) est un footballeur grec  né le 9 août 1980.
Il évolue au poste de défenseur au sein de l'effectif de l'équipe grecque de l'OFI Crète.